# Liste von Bauten der Liechtensteiner in der Kulturlandschaft Lednice-Valtice
Großen Anteil an der Kulturlandschaft Lednice-Valtice hat das Haus Liechtenstein, das im Laufe des 19. Jahrhunderts neben den beiden Hauptbauten, den Schlössern in Lednice und Valtice, zahlreiche kleine Bauten, in der ganzen Region verteilt, errichtete. Die Bauten sind Teil des UNESCO-Welterbes.
| Name                      | Deutscher Name                                 | Lage                            | Foto | Beschreibung |
| ------------------------- | ---------------------------------------------- | ------------------------------- | ---- | --- |
| Akvadukt a Jeskyně        | Aquädukt und Grotte                            | 48.808867 16.808295             |      | Aquädukt und Grotte sind ein Staffagebau im Schlosspark von Lednice in der Form eines römischen Aquädukts und einer Grotte. · |
| Apollónův chrám           | Apollotempel                                   | 48.783455 16.824532             |      | Der Apollotempel wurde 1817 bis 1819 erbaut. · |
| Belveder                  | Belvedere                                      | 48.751965 16.761562             |      | Der Belvedere im Umfeld des Schlosses Valtice wurde Anfang des 19. Jahrhunderts als das zentrale Gebäude einer Fasanerie errichtet. |
| Chrám Tří grácií          | Tempel der drei Grazien                        | 48.774943 16.796916             |      | Der Tempel wurde 1824 / 1825 erbaut. · |
| Hraniční Zámeček          | Grenzschloss                                   | 48.780317 16.75782              |      | Das Grenzschloss in Hlohovec (Bischofswarth) entstand zwischen 1824 und 1827 auf der damals hier verlaufenden Grenze zwischen Niederösterreich und Mähren und stand je zur Hälfte in den beiden Ländern. Heute beherbergt das Schloss ein Restaurant und ein Hotel. · |
| Svatý Hubert              | Hubertuskapelle                                | 48.760977 16.806239             |      | Die Hubertus-Kapelle zwischen Valtice und dem Mittleren Teich weist einen dreikantigen Grundriss auf und zeigt im Inneren die Gestalt des Heiligen Hubertus. Sie wurde 1855 von Hans Heindrich nach Entwürfen von Georg Wingelmüller erbaut. ·                        |
| Janův Hrad                | Hansenburg                                     | 48.804722222222 16.832222222222 |      | Die Hansenburg ist eine vom Architekten Joseph Hardtmuth im Jahr 1801 errichtete künstliche Burgruine. · |
| Katzelsdorfský zámeček    | Jagdschloss Katzelsdorf                        | 48.716419 16.778843             |      | Das Schloss von Joseph Kornhäusel wurde beim Bau des Eisernen Vorhangs in den 1950er Jahren geschleift. Das Jagdmotiv ist als Rest im Schloss Valtice zu sehen. |
| Zámek Lednice             | Schloss Eisgrub                                | 48.807222222222 16.803333333333 |      | Commons : Schloss Lednice – Sammlung von Bildern, Videos und Audiodateien |
| Jízdárna na Zámku Lednice | Stallungen und Reithalle des Schlosses Eisgrub | 48.802498 16.804489             |      | Commons : Stallungen und Reithalle des Schlosses Eisgrub – Sammlung von Bildern, Videos und Audiodateien |
| Lovecký Zámeček           | Jagdschlösschen                                | 48.800504 16.830411             |      | Das kleine Jagdschloss ist nach dem Entwurf von Joseph Hardtmuth in den Jahren 1805 und 1806 entstanden. Es befindet sich heute in Privatbesitz. |
| Lednický Minarett         | Minarett                                       | 48.814155 16.812601             |      | Von Joseph Hardtmuth in den Jahren 1797–1804 errichtet. |
| Dianatempel               | Dianatempel oder Rendezvous                    | 48.750308 16.792771             |      | Der Dianatempel wurde von Hardtmuth entworfen und von Kornhäusel in den Jahren 1810–1812 gebaut. Das Rendezvous, wie es auch genannt wird, steht mitten im Wald und wurde bei den Jagdgesellschaften Johanns I. von Liechtenstein für das Jagdfrühstück verwendet.    |
| Obelisk                   | Obelisk                                        | 48.825905 16.801756             |      | Der Obelisk wurde 1798 als optischer Fixpunkt am Ende einer langen Allee (nicht erhalten) im Schlosspark von Lednice errichtet · |
| Kolonáda Reistna          | Reistenkolonnade                               | 48.737116 16.736126             |      | Die Kolonnade wurde 1810 bis 1817 als Familienmemorial errichtet. Auftraggeber war Johann I. von Liechtenstein. · |
| Rybniční zámeček          | Teichschlösschen                               | 48.784332 16.795714             |      | Am Nordufer des Mitterteichs (Prostředni rybník), 1814–1816 von Kornhäusel errichtet. |
| Zahrádka pod palmou       | Palmenhaus                                     | 48.801425 16.807222222222       |      | Commons : Lednice Greenhouse – Sammlung von Bildern, Videos und Audiodateien |
| Zámek Valtice             | Schloss Feldsberg                              | 48.7395 16.755694444444         |      | · |
| Vodárna                   | Wasserkunstgebäude                             | 48.803104 16.80788              |      | Das Wasserkunstgebäude von 1844 enthielt die technischen Anlagen, um die Wasserkünste des Parks zu betreiben und den Park zu bewässern. · |
| Nový dvůr                 | Neuhof                                         | 48.775265 16.806205             |      | Mustergut Neuhof. · |